# ماکلورا تریکوسپیداتا
ماکلورا تریکوسپیداتا (نام علمی: Maclura tricuspidata) نام یک گونه از تیره موراسه است.